# Martyn Irvine
Martyn Irvine (* 6. Juni 1985 in Newtownards) ist ein ehemaliger irischer Bahn- und Straßenradrennfahrer, der aus Nordirland stammt. Seit 2018 ist er als Sportlicher Leiter und Trainer tätig.

## Sportliche Laufbahn
Irvine gewann 2006 eine Etappe beim Ras Connachta und wurde Dritter der Gesamtwertung. Ab August fuhr er für das irische Sean Kelly Team. Im folgenden Jahr gewann er eine Etappe bei der Tour of Ulster und belegte Podiumsplätze bei der irischen U23-Meisterschaft. In der Saison 2008 fuhr Irvine für das Continental Team Pezula Racing, für das er die erste Etappe bei den Portaferry 3 Days gewann. In der Saison darauf wurde er Erster der Gesamtwertung bei der Irish Sea Tour of the North und  gewann jeweils ein Teilstück bei der Tour of Ulster und bei den Suir Valley 3 Days. Außerdem wurde er 2009 irischer Vizemeister im Einzelzeitfahren, und beim Bahnrad-Weltcup in Cali belegte er mit dem irischen Nationalteam den sechsten Platz in der Mannschaftsverfolgung.
Bei den Olympischen 2012 in London startete Irvine im Omnium und belegte Rang 13. Bei den UCI-Bahn-Weltmeisterschaften 2013 in Minsk errang er die Silbermedaille in der Einerverfolgung und wurde Weltmeister im Scratch. Beide Rennen fanden am selben Tag innerhalb kurzer Zeit statt; nach der Einerverfolgung hatte Irvine gerade mal Zeit für die Siegerehrung, dann wechselte er sein Rad und startete 20 Minuten später im Scratch. Er ist der erste männliche Sportler aus Irland seit 116 Jahren, der Medaillen im Bahnradsport errang.
Anfang 2016 erklärte Martyn Irvine seinen Rücktritt vom internationalen Leistungsradsport, nachdem er sich nicht für die Olympischen Spiele 2016 in Rio de Janeiro qualifizieren konnte. Er habe im vergangenen Jahr um seine Form kämpfen müssen und sei mit seinen Gedanken nicht mehr bei der Sache.
Im Oktober 2016 wurde bekannt, dass Irvine wieder in den Radsport zurückkehrt, nachdem er das Angebot erhalten hatte, bei dem neuen irischen Radsportteam Aqua Blue Sport einen zweijährigen Vertrag zu erhalten. Nachdem er 2017 gesundheitliche Probleme hatte, beendete er seine aktive Laufbahn zum Ende der Saison endgültig und wechselte in die sportliche Leitung von Aqua Blue Sport. Das Team stellte zur Ende der Saison 2018 seinen Betrieb aufgrund finanzieller Probleme ein.

## Berufliches
Seit dem Ende seiner aktiven Laufbahn arbeitet Martyn Irvine als Trainer, unter anderem im Team der irischen Nationalmannschaft.

## Ehrungen
2013 wurde Irvine als Northern Ireland Sports Personality of the Year geehrt.

## Erfolge – Bahn
2010
- Commonwealth Games – Mannschaftsverfolgung (mit Seán Downey, Philip Lavery und David McCann)

2011
- Irischer Meister – 1000-m-Zeitfahren
- Irischer Meister – Einerverfolgung
- Irischer Meister – Scratch

2013
- Weltmeister – Scratch
- Weltmeisterschaft – Einerverfolgung
- Europameisterschaft – Omnium
- Weltcup in Manchester – Punktefahren
- Irischer Meister – Einerverfolgung
- Irischer Meister – Scratch

2014
- Weltmeisterschaft – Scratch

2015
- Irischer Meister – Einerverfolgung

## Erfolge – Straße
2010
- Irischer Meister – Kriterium

2011
- eine Etappe An Post Rás
- Irischer Meister – Kriterium

2015
- eine Etappe Shay Elliott Memorial

## Teams
- 2006 Sean Kelly Team (ab 1. August)
- 2008 Pezula Racing
- 2011 Giant Kenda Cycling Team
- 2012 RTS Racing Team
- 2013 UnitedHealthcare Pro Cycling Team
- 2014 UnitedHealthcare Professional Cycling Team
- 2015 Madison Genesis
- 2017 Aqua Blue Sport